# Dixième législature du Riigikogu

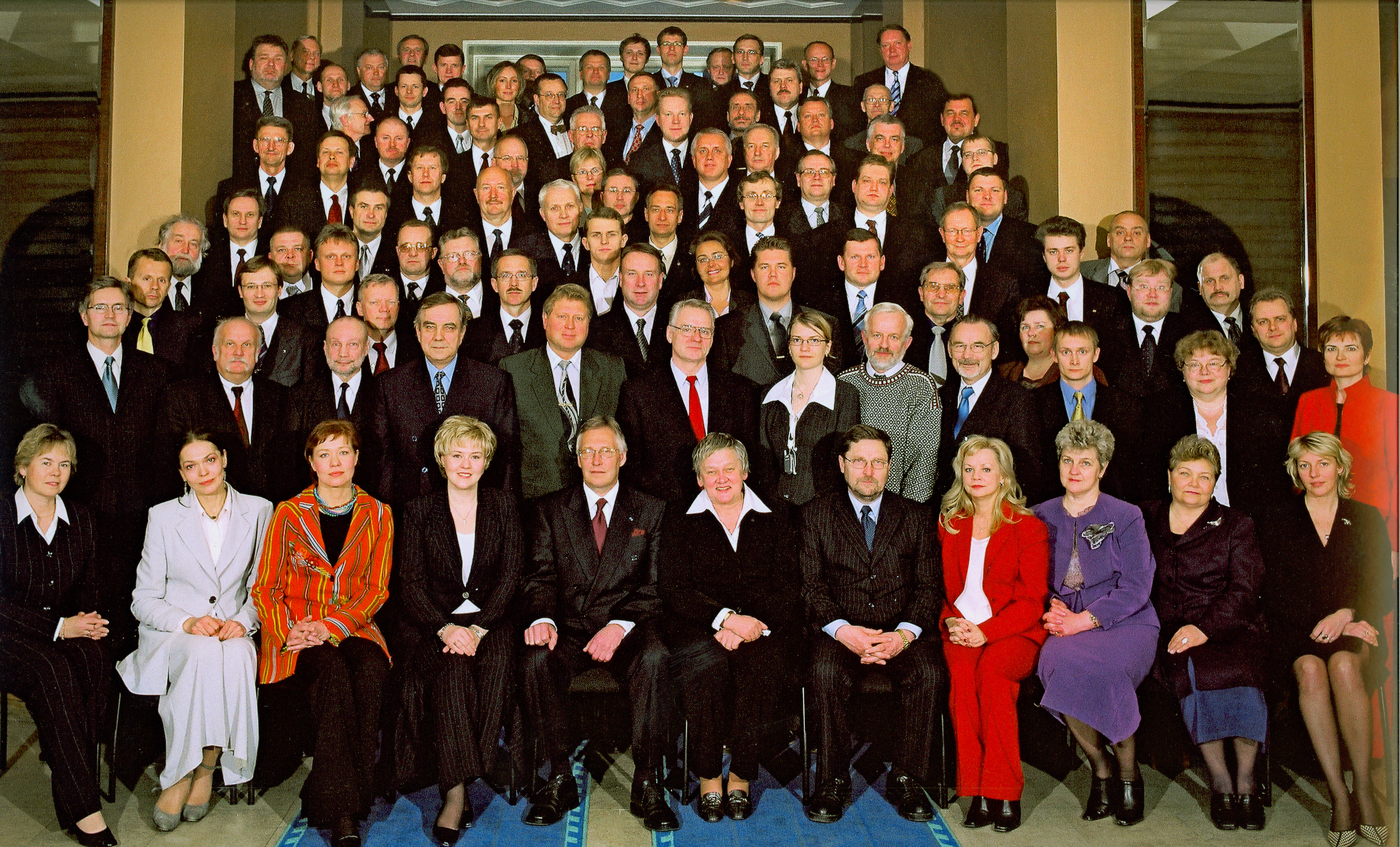
Dixième législature du Riigikogu (2003)

La dixième législature du Riigikogu est la législature composée des 101 députés du Riigikogu élus lors des élections législatives estoniennes du 2 mars 2003 pour un mandat de quatre ans.

## Liste des députés
- Haut – A
- B
- C
- D
- E
- F
- G
- H
- I
- J
- K
- L
- M
- N
- O
- P
- Q
- R
- S
- T
- U
- V
- W
- X
- Y
- Z

|  | Nom                     | Date de naissance | Groupe parlementaire                                              | Circonscription électorale | Notes                                                                                 |
|  | ----------------------- | ----------------- | ----------------------------------------------------------------- | -------------------------- | ------------------------------------------------------------------------------------- |
|  | Olav Aarna (et)         |                   | Res Publica                                                       | circonscription            |                                                                                       |
|  | Rein Aidma (et)         |                   | Parti de la réforme                                               | circonscription            |                                                                                       |
|  | Toomas Alatalu (et)     |                   | Parti du centre estonien                                          | circonscription            |                                                                                       |
|  | Jaak Allik (et)         |                   | Union populaire estonienne                                        | circonscription            |                                                                                       |
|  | Andrus Ansip            |                   | Parti de la réforme                                               | circonscription            | 1er avril 2003                                                                        |
|  | Küllo Arjakas (et)      |                   | Parti du centre estonien                                          | circonscription            |                                                                                       |
|  | Peep Aru (et)           |                   | Parti de la réforme                                               | circonscription            | 11 avril 2005                                                                         |
|  | Meelis Atonen (et)      |                   | Parti de la réforme                                               | circonscription            | 10 avril 2003 ; 12 septembre 2004 ; 13 septembre 2004                                 |
|  | Eiki Berg (et)          |                   | Res Publica                                                       | circonscription            | 1er avril 2003 ; 8 septembre 2004                                                     |
|  | Ivi Eenmaa (et)         |                   | Non-inscrit                                                       | circonscription            | 11 mai 2004 ; 11 mai 2004                                                             |
|  | Enn Eesmaa (et)         |                   | Parti du centre estonien                                          | circonscription            |                                                                                       |
|  | Eldar Efendijev         |                   | Parti du centre estonien                                          | circonscription            | 16 avril 2003                                                                         |
|  | Margi Ein (et)          |                   | Union populaire estonienne                                        | circonscription            |                                                                                       |
|  | Ene Ergma               |                   | Res Publica                                                       | circonscription            | 31 mars 2003 ; 23 mars 2006 ; 23 mars 2006                                            |
|  | Igor Gräzin             |                   | Parti de la réforme                                               | circonscription            | 12 avril 2005                                                                         |
|  | Liia Hänni (et)         |                   | Non-inscrite                                                      | circonscription            | 10 octobre 2006 ; 10 octobre 2006                                                     |
|  | Margus Hanson (et)      |                   | Parti de la réforme                                               | circonscription            | 10 avril 2003 ; 22 novembre 2004 ; 23 novembre 2004 ; 20 novembre 2006                |
|  | Andres Herkel           | 14 août 1962      | Union Pro Patria                                                  | Première circonscription   |                                                                                       |
|  | Toomas Hendrik Ilves    |                   | Parti populaire des modérés                                       | circonscription            | 1er juillet 2004                                                                      |
|  | Sergei Ivanov           |                   | Parti de la réforme                                               | circonscription            |                                                                                       |
|  | Teet Jagomägi (en)      |                   | Res Publica                                                       | circonscription            | 1er avril 2003                                                                        |
|  | Andres Jalak (et)       |                   | Res Publica                                                       | circonscription            |                                                                                       |
|  | Laine Jänes             |                   | Non-inscrit                                                       | circonscription            | 1er avril 2003 ; 2 avril 2003                                                         |
|  | Raivo Järvi (et)        |                   | Parti de la réforme                                               | circonscription            |                                                                                       |
|  | Helmer Jõgi (et)        |                   | Parti de la réforme                                               | circonscription            | 2 avril 2003                                                                          |
|  | Mati Jostov (et)        |                   | Parti du centre estonien                                          | circonscription            | 16 avril 2003                                                                         |
|  | Helle Kalda (et)        |                   | Parti du centre estonien                                          | circonscription            | 22 mars 2003 ; 11 avril 2003 ; 2 juillet 2004                                         |
|  | Nelli Kalikova (et)     |                   | Res Publica                                                       | circonscription            |                                                                                       |
|  | Siim Kallas             |                   | Parti de la réforme                                               | circonscription            | 28 janvier 2002 ; 10 avril 2003 ; 11 avril 2003 ; 5 mai 2004                          |
|  | Tõnu Kauba              |                   | Parti de la réforme                                               | circonscription            | 22 mars 2003 ; 11 avril 2003                                                          |
|  | Tunne-Väldo Kelam (et)  |                   | Union Pro Patria                                                  | circonscription            | 1er juillet 2004                                                                      |
|  | Mati Kepp (en)          |                   | Union populaire estonienne                                        | circonscription            | 10 avril 2003                                                                         |
|  | Ago-Hendrik Kerge       |                   | Res Publica                                                       | circonscription            | 16 octobre 2004 ; 22 mars 2005                                                        |
|  | Siim-Valmar Kiisler     |                   | Res Publica                                                       | circonscription            | 10 avril 2003 ; 13 avril 2005 ; 11 décembre 2006                                      |
|  | Arnold Kimber (en)      |                   | Parti du centre estonien                                          | circonscription            |                                                                                       |
|  | Signe Kivi (et)         |                   | Parti de la réforme                                               | circonscription            | 3 avril 2005                                                                          |
|  | Mait Klaassen (et)      |                   | Parti de la réforme                                               | circonscription            | 2 juillet 2004                                                                        |
|  | Tõnis Kõiv (et)         |                   | Parti de la réforme                                               | circonscription            | 12 avril 2005                                                                         |
|  | Tõnu Kõiv (et)          |                   | Non-inscrit                                                       | circonscription            | 21 juillet 2004                                                                       |
|  | Urmo Kööbi (et)         |                   | Res Publica                                                       | circonscription            |                                                                                       |
|  | Andres Kork (et)        |                   | Res Publica                                                       | circonscription            | 10 avril 2003 ; 13 avril 2005                                                         |
|  | Peeter Kreitzberg (et)  |                   | Parti du centre estonien                                          | circonscription            | 31 mars 2003 ; 24 mars 2005                                                           |
|  | Kalev Kukk (et)         |                   | Parti de la réforme                                               | circonscription            | 16 mai 2006                                                                           |
|  | Elle Kull (et)          |                   | Res Publica                                                       | circonscription            |                                                                                       |
|  | Tiit Kuusmik (et)       |                   | Parti du centre estonien                                          | circonscription            | 26 octobre 2005                                                                       |
|  | Olev Laanjärv (et)      |                   | Parti du centre estonien ; non-inscrit ; Parti du centre estonien | circonscription            | 1er avril 2003 ; 28 février 2007                                                      |
|  | Mart Laar               |                   | Union Pro Patria                                                  | circonscription            |                                                                                       |
|  | Lauri Laasi (et)        |                   | Parti du centre estonien                                          | circonscription            | 1er décembre 2005                                                                     |
|  | Rein Lang               |                   | Parti de la réforme                                               | circonscription            | 13 septembre 2004 ; 21 février 2005 ; 22 février 2005 ; 13 avril 2005 ; 13 avril 2005 |
|  | Jarno Laur (et)         |                   | Parti social-démocrate                                            | circonscription            | 14 septembre 2004                                                                     |
|  | Tarmo Leinatamm (et)    |                   | Res Publica                                                       | circonscription            |                                                                                       |
|  | Margus Leivo (et)       |                   | Union populaire estonienne                                        | circonscription            | 10 avril 2003 ; 13 avril 2005 ; 14 avril 2005                                         |
|  | Heimar Lenk (et)        |                   | Parti du centre estonien                                          | circonscription            |                                                                                       |
|  | Robert Lepikson (et)    |                   | Parti du centre estonien                                          | circonscription            | 1er juillet 2006                                                                      |
|  | Jürgen Ligi             |                   | Parti de la réforme                                               | circonscription            | 22 mars 2003 ; 7 octobre 2005                                                         |
|  | Väino Linde (et)        |                   | Parti de la réforme                                               | circonscription            |                                                                                       |
|  | Andres Lipstok (et)     |                   | Parti de la réforme                                               | circonscription            | 7 mars 2003 ; 6 juin 2005 ; 6 juin 2005                                               |
|  | Värner Lootsmann (et)   |                   | Parti du centre estonien                                          | circonscription            | 7 février 2006                                                                        |
|  | Mihhail Lotman (et)     |                   | Res Publica                                                       | circonscription            | 9 septembre 2004                                                                      |
|  | Inara Luigas (et)       |                   | Parti du centre estonien                                          | circonscription            | 9 février 2006                                                                        |
|  | Tõnis Lukas             |                   | Union Pro Patria                                                  | circonscription            |                                                                                       |
|  | Tiit Mae (en)           |                   | Union populaire estonienne                                        | circonscription            | 1à avril 2003 ; 13 avril 2005                                                         |
|  | Leino Mägi (et)         |                   | Parti de la réforme                                               | circonscription            | 11 mai 2006 ; 15 mai 2006                                                             |
|  | Külvar Mand (et)        |                   | Res Publica                                                       | circonscription            | 8 octobre 2003                                                                        |
|  | Jaanus Männik (et)      |                   | Union populaire estonienne                                        | circonscription            |                                                                                       |
|  | Maret Maripuu           |                   | Parti de la réforme                                               | circonscription            | 23 mars 2006                                                                          |
|  | Jaanus Marrandi (et)    |                   | Parti du centre estonien                                          | circonscription            | 28 janvier 2002 ; 10 avril 2003 ; 11 avril 2003                                       |
|  | Tiit Matsulevitš (et)   |                   | Res Publica                                                       | circonscription            | 10 avril 2003 ; 6 octobre 2003 ; 6 octobre 2003                                       |
|  | Indrek Meelak (en)      |                   | Parti du centre estonien                                          | circonscription            | 22 mars 2003 ; 11 avril 2003                                                          |
|  | Silver Meikar           |                   | Parti de la réforme                                               | circonscription            | 1à avril 2003 ; 23 novembre 2004                                                      |
|  | Mart Meri (et)          |                   | Parti social-démocrate                                            | circonscription            | 11 octobre 2006                                                                       |
|  | Kristen Michal          |                   | Parti de la réforme                                               | circonscription            | 12 mai 2005 ; 13 septembre 2004 ; 13 septembre 2004 ; 11 février 2005                 |
|  | Marko Mihkelson (et)    |                   | Res Publica                                                       | circonscription            |                                                                                       |
|  | Sven Mikser             |                   | Parti du centre estonien                                          | circonscription            | 28 février 2002 ; 10 avril 2003 ; 11 avril 2003                                       |
|  | Tatjana Muravjova (et)  |                   | Parti de la réforme                                               | circonscription            | 22 février 2005                                                                       |
|  | Aadu Must (et)          |                   | Parti du centre estonien ; non-inscrit                            | circonscription            | 22 mars 2003 ; 11 avril 2003 ; 8 février 2006                                         |
|  | Eiki Nestor             |                   | Parti populaire des modérés                                       | circonscription            |                                                                                       |
|  | Kristiina Ojuland       |                   | Parti de la réforme                                               | circonscription            |                                                                                       |
|  | Mart Opmann (et)        |                   | Union populaire estonienne                                        | circonscription            |                                                                                       |
|  | Harri Õunapuu (et)      |                   | Parti du centre estonien                                          | circonscription            |                                                                                       |
|  | Jaan Õunapuu (et)       |                   | Union populaire estonienne                                        | circonscription            |                                                                                       |
|  | Siiri Oviir             |                   | Parti du centre estonien                                          | circonscription            |                                                                                       |
|  | Ivari Padar             |                   | Parti populaire des modérés                                       | circonscription            |                                                                                       |
|  | Urmas Paet              |                   | Parti de la réforme                                               | circonscription            |                                                                                       |
|  | Tõnis Palts (et)        |                   | Res Publica                                                       | circonscription            |                                                                                       |
|  | Henn Pärn (et)          |                   | Res Publica                                                       | circonscription            |                                                                                       |
|  | Kadi Pärnits (et)       |                   | Parti populaire des modérés                                       | circonscription            |                                                                                       |
|  | Juhan Parts             |                   | Res Publica                                                       | circonscription            |                                                                                       |
|  | Ants Pauls (et)         |                   | Res Publica                                                       | circonscription            |                                                                                       |
|  | Marko Pomerants         |                   | Res Publica                                                       | circonscription            |                                                                                       |
|  | Nelli Privalova (et)    |                   | Parti du centre estonien                                          | circonscription            |                                                                                       |
|  | Kaarel Pürg (en)        |                   | Parti du centre estonien                                          | circonscription            |                                                                                       |
|  | Jaanus Rahumägi (et)    |                   | Res Publica                                                       | circonscription            |                                                                                       |
|  | Mailis Rand             |                   | Parti du centre estonien                                          | circonscription            | Mailis Reps                                                                           |
|  | Rein Randver (et)       |                   | Union populaire estonienne                                        | circonscription            |                                                                                       |
|  | Märt Rask               |                   | Parti de la réforme                                               | circonscription            |                                                                                       |
|  | Indrek Raudne (et)      |                   | Res Publica                                                       | circonscription            |                                                                                       |
|  | Janno Reiljan (et)      |                   | Union populaire estonienne                                        | circonscription            |                                                                                       |
|  | Villu Reiljan (et)      |                   | Union populaire estonienne                                        | circonscription            |                                                                                       |
|  | Urmas Reinsalu          |                   | Res Publica                                                       | circonscription            |                                                                                       |
|  | Reet Roos (et)          |                   | Res Publica                                                       | circonscription            |                                                                                       |
|  | Rain Rosimannus (et)    |                   | Parti de la réforme                                               | circonscription            |                                                                                       |
|  | Jüri Saar (et)          |                   | Union populaire estonienne                                        | circonscription            |                                                                                       |
|  | Katrin Saks             |                   | Parti populaire des modérés                                       | circonscription            |                                                                                       |
|  | Toomas Savi (et)        |                   | Parti de la réforme                                               | circonscription            |                                                                                       |
|  | Edgar Savisaar          |                   | Parti du centre estonien                                          | circonscription            |                                                                                       |
|  | Vilja Savisaar          |                   | Parti du centre estonien                                          | circonscription            |                                                                                       |
|  | Helir-Valdor Seeder     |                   | Union Pro Patria                                                  | circonscription            |                                                                                       |
|  | Jüri Šehovtsov (en)     |                   | Parti du centre estonien                                          | circonscription            |                                                                                       |
|  | Evelyn Sepp (et)        |                   | Parti du centre estonien                                          | circonscription            |                                                                                       |
|  | Ain Seppik (et)         |                   | Parti du centre estonien                                          | circonscription            |                                                                                       |
|  | Sven Sester             |                   | Res Publica                                                       | circonscription            |                                                                                       |
|  | Siiri Sisask (et)       |                   | Res Publica                                                       | circonscription            |                                                                                       |
|  | Imre Sooäär (et)        |                   | Res Publica                                                       | circonscription            |                                                                                       |
|  | Mark Soosaar (et)       |                   | Parti du centre estonien                                          | circonscription            |                                                                                       |
|  | Mihhail Stalnuhhin (et) |                   | Parti du centre estonien                                          | circonscription            |                                                                                       |
|  | Olari Taal (et)         |                   | Res Publica                                                       | circonscription            |                                                                                       |
|  | Vello Tafenau (en)      |                   | Union populaire estonienne                                        | circonscription            |                                                                                       |
|  | Tiit Tammsaar (et)      |                   | Union populaire estonienne                                        | circonscription            |                                                                                       |
|  | Andres Tarand           |                   | Parti populaire des modérés                                       | circonscription            |                                                                                       |
|  | Toomas Tein (et)        |                   | Parti de la réforme                                               | circonscription            |                                                                                       |
|  | Ela Tomson (et)         |                   | Res Publica                                                       | circonscription            |                                                                                       |
|  | Liina Tõnisson (et)     |                   | Parti du centre estonien                                          | circonscription            |                                                                                       |
|  | Toivo Tootsen (et)      |                   | Parti du centre estonien                                          | circonscription            |                                                                                       |
|  | Mai Treial (et)         |                   | Union populaire estonienne                                        | circonscription            |                                                                                       |
|  | Peeter Tulviste (et)    |                   | Union Pro Patria                                                  | circonscription            |                                                                                       |
|  | Marika Tuus (et)        |                   | Parti du centre estonien                                          | circonscription            |                                                                                       |
|  | Avo Üprus (et)          |                   | Res Publica                                                       | circonscription            |                                                                                       |
|  | Ken-Marti Vaher         |                   | Res Publica                                                       | circonscription            |                                                                                       |
|  | Toomas Varek (et)       |                   | Parti du centre estonien                                          | circonscription            |                                                                                       |
|  | Trivimi Velliste        |                   | Union Pro Patria                                                  | circonscription            |                                                                                       |
|  | Vladimir Velman (et)    |                   | Parti du centre estonien                                          | circonscription            |                                                                                       |
|  | Taavi Veskimägi (et)    |                   | Res Publica                                                       | circonscription            |                                                                                       |
|  | Ülo Vooglaid (et)       |                   | Res Publica                                                       | circonscription            |                                                                                       |
|  | Hannes Võrno (et)       |                   | Res Publica                                                       | circonscription            |                                                                                       |